# Eugenia disperma
Eugenia disperma är en myrtenväxtart som beskrevs av Vell.. Eugenia disperma ingår i släktet Eugenia och familjen myrtenväxter. Inga underarter finns listade i Catalogue of Life.